# 勝利はいただき
『勝利はいただき』（原題: Three Little Pups、1953年12月26日）は、アメリカ合衆国の映画会社メトロ・ゴールドウィン・メイヤー (MGM) に所属していたアニメーターのテックス・アヴェリーによる作品のひとつ。

## スタッフ
- 監督 テックス・アヴェリー
- 制作総括 フレッド・クインビー
- 音楽 スコット・ブラッドリー
- アニメーション制作 ウォルター・クリントン、グラント・シモンズ、ロバート・ベントレー、マイケル・ラー、レイ・パターソン、
- 脚本 ヘック・アレン
- 背景 ベラ・オーマン

## 内容
スヌーピー、ルーピー、ドルーピーという子犬の三つ子の兄弟がいた。ルーピーは藁の家を作り、スヌーピーは木の家、ドルーピーはレンガの家を作る。ドルーピーは、ルーピーたちに「藁や木なら作るのは簡単だけど、オオカミが来たらいっぺんに吹き飛ばされる」と忠告する。やがてそこに野犬狩りのオオカミがやってきた。
オオカミは藁の家と木の家をあっさり吹き飛ばし、二人は慌ててドルーピーのレンガの家に逃げ込む。オオカミはレンガの家をも吹き飛ばそうとするがびくともせず、壊そうと丸太や手榴弾に大砲まで使うがまったく歯が立たない。
最後は多量の爆薬をレンガの家の周りに仕掛け、「これで失敗したら、今度はテレビスターになって稼ぐさ」という言葉を残す。やがて爆薬は爆破。そして周辺にクレーターの様な穴が空いた状態になりながらも、中央にはレンガの家だけが無傷で残っていた。その中でドルーピー3兄弟は西部劇を見ているのであった。前言の通りオオカミはテレビスターとなり、西部劇のガンマン役として出演し「また会おうぜ」とドルーピー3兄弟に語り掛けていた。

## 登場するキャラクター
ドルーピー (Droopy)
今回は童話のキャラクターになっている。
スヌーピー (Snoopy)
間抜けな顔をしていて、性格も落ち着きがない。『ピーナッツ』にでてくる犬と名前が同じだが、無関係である。
ルーピー (Loopy)
上記のスヌーピーと同じ性格。上記の3人はマイケル・ラーのドルーピー作品の「Brackboard Jumble」（いたずら教室）にも登場する。
オオカミ
今回の悪役。野犬狩りをしている。最初は凶暴な顔をしていたが途中からは冷静な性格になっている。彼の代名詞とも言える「Kingdom Coming」の口笛はこの作品から吹いている。ドルーピーたちを捕まえようと何回も挑戦するが失敗している。
猫の人形
オオカミがドルーピーを外におびき寄せるために使用した人形。この人形は本物のように、ネズミ（ぜんまい仕掛け）を見ると追いかけたり、ブルドッグを見ると悲鳴をあげる。この人形はハンナ＝バーベラの作品『トムとジェリー』のトムに酷似している。
機械ネズミ
オオカミをはぐらかすためドルーピーが出動させた。猫の人形はこれを見ると追いかけ、オオカミもこれに引きずられる。この機械ネズミはトムとジェリー（ハンナ・バーベラ期）の作品「人造ネコ」にも複数登場している。
スパイク(のようなブルドッグ)
トムとジェリーに登場していたブルドッグ。ネズミに釣られた猫の人形に引っ張られたオオカミの尻を噛んでいる。スパイクはスパイクでも、ドルーピー作品によく登場するスパイクとは耳の色が違う。

## 日本でのテレビ放映
TBS版の『トムとジェリー』の短編に挟まれて放映された。

## 備考
- 今作より狼の見た目や性格が変更され、南部訛りでお人好しという性格になった。また、後のマイケル・ラーのドルーピー作品にも出演している。
- 今回の作品の中盤からテレビが出てきた為、アンテナが装着されている。また、作品が公開された1953年頃にはすでにアメリカではテレビは一般家庭では普及しているが、日本ではこの年からテレビ放映が開始している。
- 今回の作品は何故かオープニングの「droopy」と表示されるクレジットが表示されなかった。
- 作中にオオカミが吹いている「Kingdom Coming（英語版）」は南北戦争の時期の軍歌であり、ヘンリー・クレイ・ワークが作詞・作曲した。

## キャスト
| キャラクター | 原語版           | 旧地上波版       |
| ------------ | ---------------- | ---------------- |
| ドルーピー   | ビル・トンプソン | 玉川良一         |
| スヌーピー   | -                | -                |
| ルーピー     | -                | -                |
| オオカミ     | ドウズ・バトラー | 小林清志         |
| ナレーション | ドウズ・バトラー | 谷幹一、鈴木泰明 |

- スヌーピー、ルーピーには台詞がないため、声優がいない。
- ナレーションの谷幹一はタイトル読み上げのみ。
- オオカミの口笛は原語版のまま利用されている。

## 関連作品
- 「3匹のこぶた」
今作の原作(?)。ちなみに原題の「THREE LITTLE PUPS」の直訳は「3匹の子犬」である。
- 「いたずら教室」
今回この作品を制作に関わったマイケル・ラーの監督作品で1957年に公開。酷似しているシーンがいくつか見られる。
- 「トムとジェリー」
トムにそっくりな人形や、スパイクに瓜二つな犬までいる。
- 「うそつき狼」
同監督の作品で1942年公開。同じ3匹のこぶたのパロディ作品である。

## 収録
- 『ドルーピー DVD BOX』 （宝島社）　※字幕 (DVD（パブリックドメイン）)